# 施泰因贝格-德尔弗尔
施泰因贝格-德尔弗尔是奥地利布尔根兰州上普伦多夫县的一个市镇。总面积37.14平方公里，总人口1252人，人口密度33.7人/平方公里（2001年）。